# Mater Dolorosa (Graz)

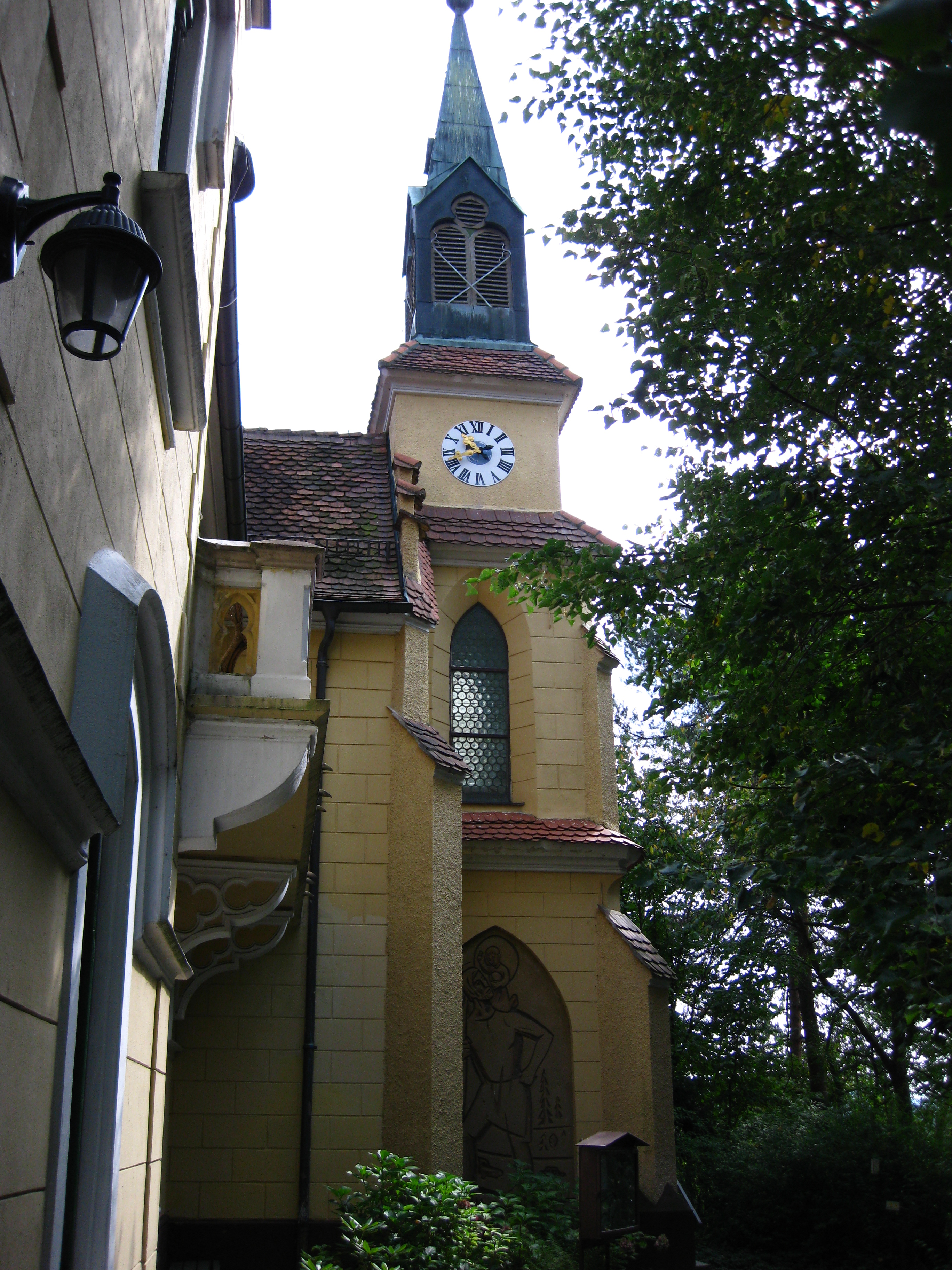
Kath. Filialkirche Schmerzhafte Muttergottes und angebauter Pfarrhof; September 2011

Die Kirche Mater Dolorosa oder Kirche zur Schmerzhaften Mutter ist eine kleine Kirche an der Grazer Stadtgrenze in Messendorf im achten Stadtbezirk St. Peter. Sie bildet die Stationskaplanei Graz-Messendorf der Pfarre Graz-St. Peter im Dekanat Graz-Süd der Stadtkirche Graz und ist mit dem Missionshaus Messendorf der Comboni-Missionare verbunden.

## Geschichte und Gestaltung
Der im Jahr 1909 errichtete neogotische Bau ist seit 1941 Stationskaplanei. In den Jahren 1934 und 1960 wurde die Kirche renoviert.
Der Westturm ist viergeschoßig und trägt einen Spitzhelm. An die Südseite ist das Pfarrhaus angebaut. 
Das einschiffige Langhaus besteht aus drei Jochen und hat ein Kreuzrippengewölbe auf Wanddiensten. Die einheitliche Ausstattung des Innenraumes stammt aus der Bauzeit. Im Betraum befindet sich ein Mariahilf-Gnadenbild nach dem Vorbild von Lucas Cranach d. Ä. Die Fassadensgraffiti außen zeigen den heiligen Christophorus und Petrus Claver von Hans Oberstaller aus dem Jahr 1966. Das Tympanonfresko mit einer Darstellung von Maria mit Kind stammt von Franz Mikschowsky (1933).